# Сечел (комуна, Харгіта)
Сечел (рум. Săcel) — комуна у повіті Харгіта в Румунії. До складу комуни входять такі села (дані про населення за 2002 рік):
- Відекут (352 особи)
- Сечел (144 особи) — адміністративний центр комуни
- Уйлак (27 осіб)
- Шоймушу-Маре (346 осіб)
- Шоймушу-Мік (451 особа)

Комуна розташована на відстані 227 км на північний захід від Бухареста, 67 км на захід від М'єркуря-Чука, 114 км на південний схід від Клуж-Напоки, 90 км на північний захід від Брашова.

## Населення
За даними перепису населення 2002 року у комуні проживали 1320 осіб.
Національний склад населення комуни:
| Національність | Кількість осіб | Відсоток |
| -------------- | -------------- | -------- |
| угорці         | 900            | 68,2%    |
| румуни         | 341            | 25,8%    |
| цигани         | 78             | 5,9%     |
| словаки        | 1              | 0,1%     |

Рідною мовою назвали:
| Мова      | Кількість осіб | Відсоток |
| --------- | -------------- | -------- |
| угорська  | 919            | 69,6%    |
| румунська | 393            | 29,8%    |
| циганська | 7              | 0,5%     |
| словацька | 1              | 0,1%     |

Склад населення комуни за віросповіданням:
| Релігія            | Кількість осіб | Відсоток |
| ------------------ | -------------- | -------- |
| реформати          | 452            | 34,2%    |
| унітарії           | 413            | 31,3%    |
| православні        | 393            | 29,8%    |
| римо-католики      | 35             | 2,7%     |
| не релігійні       | 3              | 0,2%     |
| греко-католики     | 1              | 0,1%     |
| не вказали релігію | 12             | 0,9%     |

## Зовнішні посилання
- Дані про комуну Сечел на сайті Ghidul Primăriilor